# Tanycoryphus grahami
Tanycoryphus grahami är en stekelart som beskrevs av Jean-Yves Rasplus och Gérard Delvare 1996. Tanycoryphus grahami ingår i släktet Tanycoryphus och familjen bredlårsteklar.
Artens utbredningsområde är Frankrike. Inga underarter finns listade i Catalogue of Life.